# Gallipoli Calcio 2009-2010
Questa pagina raccoglie le informazioni riguardanti il Gallipoli Calcio nelle competizioni ufficiali della stagione 2009-2010.

## Stagione
Per il Gallipoli la stagione 2009-2010 rappresenta la prima storica stagione in Serie B, conquistata dopo la promozione nella stagione precedente.
L'euforia per la storica promozione in Serie B viene subito spenta dalle prime avvisaglie di crisi che segna l'estate del Gallipoli. Inizialmente riemerge con forza l'annosa questione dell'idoneità dello Stadio Antonio Bianco, non sottoposto ai necessari lavori di adeguamento nonostante i malumori della tifoseria, con il conseguente trasferimento del Gallipoli allo Stadio Via del Mare di Lecce per le partite casalinghe.
Il problema dello stadio, tuttavia, in seguito passa in secondo piano. Il presidente Barba rende nota la volontà di cercare qualcuno che lo affianchi nella gestione societaria, ritenendo la Serie B un campionato troppo oneroso per non essere coadiuvato alla guida del club. Nel caso in cui non avesse trovato nessuno disposto ad accompagnarlo, Barba si dice disposto a consegnare il titolo sportivo nelle mani del sindaco. La questione si protrae per quasi tutta l'estate, con dichiarazioni di accordi già conclusi e successive smentite.
Nel frattempo la squadra versa in un totale immobilismo: mentre le altre compagini della serie cadetta hanno cominciato la preparazione estiva e hanno concluso i primi acquisti, a Gallipoli la situazione è in fase di stallo. Dell'organico artefice della promozione sono solo quattro i giocatori sotto contratto (Ginestra, Francesco Di Gennaro, David Mounard e Giuseppe Russo, quest'ultimo ceduto poi al Verona), senza guida tecnica, perché a fine giugno le strade di Barba e Giannini si separano.
Il 7 luglio 2009 il presidente Barba sembra porre fine alla crisi societaria, riuscendo a iscrivere la squadra alla Serie B, e chiede aiuto a imprenditori locali per sostenere la squadra, ma il clima a Gallipoli è teso. All'inizio di agosto circolano voci di un accordo tra Barba e il dirigente Luca Pagliuso, che verrebbe designato direttore generale, con la conferma di Giannini come allenatore, ma la trattativa non va in porto. Si fa avanti anche la Meleam, società impegnata nel campo della medicina sportiva, ma anche qui le trattative si concludono con un nulla di fatto. Gli ultras contestano duramente il presidente, il quale comunica l'intenzione di cedere loro la società a costo zero. I tifosi accolgono l'invito e si offrono disponibili ad acquisire il Gallipoli, ponendo le basi per una trattativa del tutto originale nel mondo del calcio, verificatasi solo in poche occasioni, come quella di La Spezia. Dopo neanche un giorno dall'incontro che avrebbe potuto rivelarsi decisivo per la storica cessione del Gallipoli, Barba annuncia che la trattativa si è arenata e che è in procinto di chiudere con un gruppo di imprenditori friulani facenti capo a Daniele D'Odorico.
Il 9 agosto il Gallipoli, nella partita della seconda fase di Coppa Italia contro il Lumezzane, giocata fuori casa, manda in campo la squadra primavera e subisce una netta sconfitta per 6-0.
L'11 agosto il presidente, evidentemente alla luce della forte contestazione, decide di lasciare l'incarico e ufficializza la cessione al gruppo di D'Odorico. A meno di dieci giorni dalla prima partita di campionato ad Ascoli Piceno, il Gallipoli riparte, con D'Odorico presidente e Vittorio Fioretti (ex direttore sportivo di Padova, Triestina e Arezzo) come responsabile del calciomercato. Il primo tassello messo a punto dalla nuova dirigenza è stata la riconferma di Giannini nel ruolo di allenatore e la susseguente partenza in ritiro dei 3 giocatori in rosa più 5 elementi delle giovanili. Nella settimana che segue sono perfezionate molte operazioni di calciomercato, allo scopo di allestire la rosa per l'imminente inizio del campionato di Serie B.
Il 21 agosto 2009 la squadra giallorossa debutta bene in Serie B, pareggiando 1-1 con l'Ascoli dopo essere passata in vantaggio con un gol di Di Gennaro, uno degli artefici della promozione in Serie B dei gallipolini. La squadra coglie la prima vittoria nel campionato cadetto alla sesta giornata, il 22 settembre, battendo l'Ancona (1-0) allo Stadio Via del Mare di Lecce. Il primo successo in trasferta dei gallipolini in Serie B risale al 27 ottobre 2009 contro il Brescia (0-1). Il 26 novembre, a causa di incomprensioni con il presidente D'Odorico, Vittorio Fioretti abbandona l'incarico di direttore generale e responsabile dell'area tecnica. Il suo posto è preso da Michele Scaringella. Di lì a poco in società entrano anche Giuseppe Iodice (ex segretario del Napoli di Corrado Ferlaino) nel ruolo di direttore generale e Ferdinando Ruffini nel ruolo di team manager. A gennaio è Giovanni D'Odorico, padre di Daniele, a decidere di affiancare il figlio nella gestione societaria, rilevando una quota di minoranza.
Con la vittoria col Modena per 1-0, il Gallipoli chiude il girone d'andata con 28 punti e l'undicesimo posto in graduatoria, risultato quasi impensabile all'inizio del campionato. Nel frattempo la società si muove sul mercato: dopo 30 gol in due campionati e mezzo, lascia la maglia giallorossa Di Gennaro, approdato al Verona, mentre arrivano Flavio Lazzari dal Padova e Claudio Della Penna dalla Roma. A seguito del pareggio esterno contro il Cesena un nuovo caos societario attanaglia il Gallipoli: l'ex patron Vincenzo Barba comunica di aver provveduto al sequestro cautelativo delle quote societarie per il soddisfacimento dei suoi crediti nei confronti di D'Odorico, a seguito della cessione della società. Dal canto suo il presidente replica affermando che provvederà al pagamento solo quando vi sarà la quantificazione della "scatola vuota con il nome Gallipoli Calcio", così come definita dal patron friulano. L'ultima settimana di gennaio si rivela molto intensa dal punto di vista del mercato: lascia il Gallipoli per accasarsi al Crotone il capitano Ciro Ginestra, mentre arrivano il giovane attaccante paraguayano Luís Fernando Paéz, partecipante ai Mondiali Under-20 di Egitto 2009, Rey Volpato dal Bari, Attila Filkor dal Sassuolo e Mario Artistico dal Pescara.
Le tensioni, però, non si placano: l'8 febbraio, durante Gallipoli-Grosseto, gli undici giallorossi in campo inscenano una particolare protesta nei primi 40 secondi, regalando palla ai giocatori toscani e restando immobili nella propria metà campo con le spalle rivolte verso la tribuna centrale. Al gol del momentaneo 2-0 Scaglia fa vedere una maglietta con la scritta "Capisci". Il giorno dopo i giocatori spiegheranno che il loro gesto è stato motivato dal fatto che non hanno ancora ricevuto l'erogazione completa della mensilità di ottobre e che sono costretti ad allenarsi in condizioni ai limiti della decenza. Nel convulso post-partita di Gallipoli-Grosseto Giuseppe Giannini annuncia le proprie dimissioni a seguito di contrasti con il presidente D'Odorico. Dopo vari botta e risposta tra presidente e allenatore, l'imprenditore friulano ritorna sui propri passi chiedendo scusa per le parole forti e Giannini ritorna sulla panchina giallorossa. Nella successiva trasferta a Modena col Sassuolo terzo in classifica i giocatori giallorossi sono autori di una grande prestazione d'orgoglio che permette al Gallipoli di battere 2-1 i neroverdi e di portarsi a ridosso della zona playoff.
Da lì in poi, però, la squadra accusa un vistoso calo atletico e psicologico che la fa precipitare nei bassifondi della classifica. Il 22 marzo, dopo la sconfitta casalinga contro il Brescia, Giannini si dimette definitivamente. Gli subentra l'allenatore della Primavera Giovanni De Pasquale, che guida la squadra nell'incontro casalingo vittorioso contro la Triestina e nel derby perso per 1-0 contro il Lecce, prima di lasciare la panchina a Ezio Rossi. Con il nuovo tecnico i giallorossi ottengono 3 punti nelle successive 7 partite, grazie alla vittoria per 3-2 contro la già retrocessa Salernitana. Tra molteplici difficoltà economiche a stento si riesce a garantire l'ordinaria gestione, il segretario generale Giuseppe Iodice unico dirigente rimasto alla guida della società, grazie all'aiuto di qualche sponsor riuscirà ad assicurare lo svolgimento delle gare in casa e di quelle in trasferta. Non riuscendo a staccarsi dal penultimo posto in classifica, il Gallipoli retrocede matematicamente in Lega Pro Prima Divisione il 23 maggio, a quasi un anno dalla storica promozione in cadetteria e con l'ipotesi del fallimento sempre più incombente a causa dei debiti contratti e dell'impossibilità di intervenire per via del sequestro delle quote societarie.
Per la società, oberata da debiti per 5 milioni di euro, la Procura ha presentato istanza di fallimento. La richiesta viene accolta dal Tribunale di Lecce pochi giorni dopo.

## Divise e sponsor
Lo sponsor tecnico per la stagione 2009-2010 è Garman.

## Rosa
| N. |                      | Ruolo | Calciatore             |
| -- | -------------------- | ----- | ---------------------- |
| 1  | Italia (bandiera)    | P     | Carlo Sciarrone        |
| 2  | Italia (bandiera)    | D     | Daniele Daino          |
| 3  | Uruguay (bandiera)   | D     | Pablo Antonio Pallante |
| 4  | Italia (bandiera)    | C     | Alex Pederzoli         |
| 5  | Uruguay (bandiera)   | D     | Agustín Viana          |
| 6  | Italia (bandiera)    | C     | Roberto D'Aversa       |
| 7  | Italia (bandiera)    | A     | Samuel Di Carmine      |
| 8  | Italia (bandiera)    | C     | Manuel Mancini         |
| 9  | Italia (bandiera)    | A     | Francesco Di Gennaro   |
| 9  | Italia (bandiera)    | C     | Claudio Della Penna    |
| 10 | Italia (bandiera)    | C     | Ciro Ginestra          |
| 10 | Italia (bandiera)    | A     | Mario Artistico        |
| 11 | Francia (bandiera)   | A     | David Mounard          |
| 12 | Slovenia (bandiera)  | P     | Jan Koprivec           |
| 13 | Italia (bandiera)    | P     | Matteo Reho            |
| 16 | Ungheria (bandiera)  | C     | Attila Filkor          |
| 17 | Italia (bandiera)    | C     | Alessandro Moro        |
| 18 | Italia (bandiera)    | C     | Aliberto Cota          |
| 19 | Uruguay (bandiera)   | D     | Cristian Sosa          |
| 21 | Italia (bandiera)    | D     | William Pianu          |
| 21 | Paraguay (bandiera)  | A     | Luis Páez              |
| 22 | Italia (bandiera)    | D     | Matteo Abbate          |
| 23 | Italia (bandiera)    | D     | Davide Mandrolini      |
| 23 | Italia (bandiera)    | C     | Flavio Lazzari         |
| 24 | Italia (bandiera)    | D     | Marco Taurino          |
| 25 | Italia (bandiera)    | C     | Massimiliano Scaglia   |
| 27 | Argentina (bandiera) | C     | Leandro Depetris       |
| 29 | Italia (bandiera)    | D     | Andrea Galeotti        |
| 32 | Nigeria (bandiera)   | A     | Isah Eliakwu           |

| N.  |                      | Ruolo | Calciatore             |
| --- | -------------------- | ----- | ---------------------- |
| 32  | Italia (bandiera)    | A     | Rey Volpato            |
| 33  | Italia (bandiera)    | D     | Massimiliano Tagliani  |
| 40  | Italia (bandiera)    | D     | Luca Franchini         |
| 46' | Italia (bandiera)    | A     | Pier Giuseppe Maritato |
| 51  | Italia (bandiera)    | P     | Simone Palese          |
| 52  | Italia (bandiera)    | C     | Pierpaolo Trianni      |
| 53  | Italia (bandiera)    | D     | Alberto Musardo        |
| 54  | Italia (bandiera)    | D     | Danilo Aventaggiato    |
| 55  | Italia (bandiera)    | A     | Matteo Tarantino       |
| 56  | Italia (bandiera)    | A     | Daniele Gravallotti    |
| 57  | Italia (bandiera)    | C     | Marco Selvaggio        |
| 58  | Italia (bandiera)    | C     | Giosuè Perez           |
| 59  | Italia (bandiera)    | D     | Alessandro Nico        |
| 60  | Italia (bandiera)    | D     | Federico Elia          |
| 61  | Italia (bandiera)    | C     | Mirko Tommasi          |
| 62  | Italia (bandiera)    | D     | Manfredi Martalò       |
| 63  | Italia (bandiera)    | P     | Giovanni Negro         |
| 64  | Italia (bandiera)    | D     | Marco Mastria          |
| 65  | Italia (bandiera)    | A     | Marco Romano           |
| 67  | Italia (bandiera)    | A     | Giorgio Spada          |
| 68  | Italia (bandiera)    | C     | Stefano Pasca          |
| 69  | Italia (bandiera)    | C     | Carlo Apollonio        |
| 70  | Italia (bandiera)    | A     | Michele Buccarella     |
| 71  | Italia (bandiera)    | A     | Gabriele Gallo         |
| 77  | Italia (bandiera)    | D     | Alessandro Grandoni    |
| 80  | Argentina (bandiera) | C     | Luis Fernando Centi    |
| 84  | Argentina (bandiera) | P     | Matías Garavano        |
| 90  | Italia (bandiera)    | P     | Fabio Leggiero         |

## Calciomercato

### Sessione estiva(dall'1/7 al 31/8)
| Acquisti | Acquisti               | Acquisti          | Acquisti   |
| R.       | Nome                   | da                | Modalità   |
| -------- | ---------------------- | ----------------- | ---------- |
| A        | Piergiuseppe Maritato  | Fiorentina        | prestito   |
| D        | Massimiliano Tagliani  | Fiorentina        | prestito   |
| C        | Alessandro Pederzoli   | Padova            | definitivo |
| P        | Jan Koprivec           | Udinese           | prestito   |
| D        | Matteo Abbate          | Piacenza          | definitivo |
| C        | Agustín Viana          | CFR Cluj          | definitivo |
| C        | Alessandro Moro        | Treviso           | definitivo |
| D        | William Pianu          | Treviso           | definitivo |
| D        | Davide Mandorlini      | Venezia           | definitivo |
| C        | Manuel Mancini         | Siena             | prestito   |
| C        | Cristian Sosa de Luca  | Defensor Sporting | prestito   |
| A        | Samuel Di Carmine      | Fiorentina        | prestito   |
| C        | Massimiliano Scaglia   | Treviso           | definitivo |
| C        | Leandro Depetris       | Independiente     | definitivo |
| C        | Vlado Šmit             | Treviso           | definitivo |
| P        | Matías Garavano        | Mérida            | definitivo |
| A        | Isah Eliakwu           | Triestina         | definitivo |
| D        | Luca Franchini         | Mantova           | definitivo |
| D        | Pablo Antonio Pallante | Cerro             | prestito   |
| D        | Alessandro Grandoni    | Livorno           | prestito   |
| C        | Roberto D'Aversa       | Mantova           | definitivo |

| Cessioni | Cessioni       | Cessioni | Cessioni   |
| R.       | Nome           | a        | Modalità   |
| -------- | -------------- | -------- | ---------- |
| C        | Giuseppe Russo | Verona   | definitivo |

### Sessione invernale(dal 2/1 al 2/2)
| Acquisti | Acquisti            | Acquisti | Acquisti     |
| R.       | Nome                | da       | Modalità     |
| -------- | ------------------- | -------- | ------------ |
| C        | Claudio Della Penna | Roma     | prestito     |
| C        | Flavio Lazzari      | Udinese  | prestito     |
| D        | Andrea Galeotti     | Lecco    | definitivo   |
| A        | Luis Páez           | Tacuary  | prestito     |
| A        | Rey Volpato         | Bari     | prestito     |
| A        | Mario Artistico     | Pescara  | comproprietà |
| C        | Attila Filkor       | Inter    | prestito     |
| C        | Luis Fernando Centi | SPAL     | definitivo   |

| Cessioni | Cessioni              | Cessioni   | Cessioni     |
| R.       | Nome                  | a          | Modalità     |
| -------- | --------------------- | ---------- | ------------ |
| A        | Francesco Di Gennaro  | Verona     | comproprietà |
| A        | Isah Eliakwu          | Varese     | definitivo   |
| A        | Piergiuseppe Maritato | Giulianova | definitivo   |
| C        | Roberto D'Aversa      | Triestina  | definitivo   |
| D        | William Pianu         | Pergocrema | definitivo   |
| C        | Vlado Šmit            | SPAL       | definitivo   |
| D        | Davide Mandorlini     | Lecco      | definitivo   |
| A        | Ciro Ginestra         | Crotone    | definitivo   |

## Risultati

### Serie B

#### Girone di andata
| Arbitro: | Tommasi (Bassano del Grappa) |

|           |           |                |
| Romeo 58’ | Marcatori | 27’ Di Gennaro |

| Arbitro: | Tozzi (Ostia Lido) |

|  |           |                                     |
|  | Marcatori | 68’ Giaccherini 74’ (rig.) Do Prado |

| Arbitro: | C. Russo (Nola) |

|                        |           |                          |
| Joelson 20’ Conteh 81’ | Marcatori | 56’ Ginestra 62’ Mancini |

| Arbitro: | Pinzani (Empoli) |

|             |           |               |
| Viana 45+3’ | Marcatori | 90+4’ Masucci |

| Arbitro: | Doveri (Roma) |

|                         |           |                         |
| Paonessa 79’ Brivio 82’ | Marcatori | 25’ Sosa 55’ Di Gennaro |

| Arbitro: | Gallione (Alessandria) |

|            |           |  |
| Abbate 55’ | Marcatori |  |

| Padova 26 settembre 2009, ore 15:30 CEST 7ª giornata | Padova       | 0 – 0 referto | Gallipoli | Stadio Euganeo\| Arbitro: \| Nasca (Bari) \| |
| Arbitro:                                             | Nasca (Bari) |               |           |                                              |

| Lecce 3 ottobre 2009, ore 15:30 CEST 8ª giornata | Gallipoli         | 0 – 0 referto | Empoli | Stadio Via del Mare\| Arbitro: \| Gava (Conegliano) \| |
| Arbitro:                                         | Gava (Conegliano) |               |        |                                                        |

| Arbitro: | Celi (Campobasso) |

|  |           |             |
|  | Marcatori | 68’ C. Sosa |

| Arbitro: | Nasca (Bari) |

|             |           |  |
| Volpe 45+1’ | Marcatori |  |

| Arbitro: | Brighi (Cesena) |

|  |           |                               |
|  | Marcatori | 47’ Corvia 82’, 88’ Marilungo |

| Arbitro: | Giancola (Vasto) |

|                     |           |  |
| Sala 75’ Foglio 90’ | Marcatori |  |

| Arbitro: | Saccani (Mantova) |

|                           |           |           |
| Scaglia 66’ Pederzoli 71’ | Marcatori | 69’ Calil |

| Arbitro: | Calvarese (Teramo) |

|             |           |                     |
| Curiale 39’ | Marcatori | 14’, 45+3’ Ginestra |

| Lecce 21 novembre 2009, ore 15:30 CEST 15ª giornata | Gallipoli          | 0 – 0 referto | Mantova | Stadio Via del Mare\| Arbitro: \| Tozzi (Ostia Lido) \| |
| Arbitro:                                            | Tozzi (Ostia Lido) |               |         |                                                         |

| Arbitro: | Celi (Campobasso) |

|           |           |                                              |
| Soligo 5’ | Marcatori | 39’ Pallante 63’ Di Carmine 90+1’ Di Gennaro |

| Arbitro: | Baracani (Firenze) |

|  |           |                |
|  | Marcatori | 65’ Di Michele |

| Arbitro: | Gallione (Alessandria) |

|                                                      |           |                                    |
| Gabionetta 3’ (rig.) Beati 27’ Legati 37’ Morleo 53’ | Marcatori | 15’ Ginestra 78’ (rig.) Di Gennaro |

| Arbitro: | N. Stefanini (Prato) |

|                         |           |               |
| Mancini 55’ Scaglia 61’ | Marcatori | 29’ Bonazzoli |

| Arbitro: | Calvarese (Teramo) |

|                      |           |  |
| Moscardelli 49’, 89’ | Marcatori |  |

| Arbitro: | Ciampi (Roma) |

|              |           |  |
| D'Aversa 71’ | Marcatori |  |

#### Girone di ritorno
| Arbitro: | Nasca (Bari) |

|             |           |                                          |
| Ginestra 5’ | Marcatori | 8’ Lupoli 20’, 65’ Antenucci 44’ Sommese |

| Cesena 23 gennaio 2010, ore 15:30 CEST 23ª giornata | Cesena        | 0 – 0 referto | Gallipoli | Stadio Dino Manuzzi\| Arbitro: \| Doveri (Roma) \| |
| Arbitro:                                            | Doveri (Roma) |               |           |                                                    |

| Arbitro: | Calvarese (Teramo) |

|                         |           |                                      |
| Volpato 10’ Scaglia 27’ | Marcatori | 45+2’ (rig.) Pinilla 53’ M. Esposito |

| Arbitro: | Valeri (Roma) |

|                |           |                      |
| Zampagna 90+2’ | Marcatori | 6’ Daino 76’ Mancini |

| Arbitro: | Pinzani (Empoli) |

|  |           |                                                  |
|  | Marcatori | 3’, 31’ Madonna 11’, 56’ Bjelanovic 45’ Paonessa |

| Arbitro: | Nasca (Bari) |

|                                                |           |                  |
| Schiattarella 27’ Surraco 49’ Mastronunzio 59’ | Marcatori | 81’ M. Artistico |

| Arbitro: | Velotto (Grosseto) |

|             |           |                      |
| Volpato 59’ | Marcatori | 26’ Cuffa 52’ Soncin |

| Arbitro: | De Marco (Chiavari) |

|                             |           |                |
| Coralli 29’ Éder 59’ (rig.) | Marcatori | 44’, 61’ Daino |

| Arbitro: | Ciampi (Roma) |

|                  |           |                           |
| M. Artistico 65’ | Marcatori | 45’ Dallamano 86’ Córdova |

| Arbitro: | Tozzi (Ostia Lido) |

|                           |           |                    |
| Mancini 51’ Pederzoli 63’ | Marcatori | 70’ (rig.) Testini |

| Arbitro: | Damato (Barletta) |

|            |           |  |
| Corvia 85’ | Marcatori |  |

| Arbitro: | Candussio (Cervignano del Friuli) |

|                         |           |                                                             |
| M. Artistico 22’ (rig.) | Marcatori | 18’ Laner 32’ Hetemaj 40’ Cristiano 55’ Cellini 87’ Ruopolo |

| Arbitro: | Gava (Conegliano) |

|                         |           |  |
| Basso 3’ Troianiello 6’ | Marcatori |  |

| Arbitro: | Pierpaoli (Firenze) |

|               |           |                                   |
| Di Carmine 2’ | Marcatori | 90+1’ De Gasperi 90+4’ Bellazzini |

| Arbitro: | Brighi (Cesena) |

|               |           |  |
| Pellicori 62’ | Marcatori |  |

| Arbitro: | Doveri (Roma) |

|                                   |           |                  |
| Scaglia 15’, 22’ (rig.) Centi 74’ | Marcatori | 10’, 72’ Orlando |

| Arbitro: | Peruzzo (Schio) |

|                       |           |  |
| Salgado 15’ Rubin 24’ | Marcatori |  |

| Arbitro: | Velotto (Grosseto) |

|                                       |           |                                    |
| C. Sosa 79’ M. Artistico 90+4’ (rig.) | Marcatori | 33’ Ginestra 37’ Degano 90+2’ Zito |

| Arbitro: | Baracani (Firenze) |

|                           |           |             |
| Barillà 11’ Bonazzoli 58’ | Marcatori | 61’ Lazzari |

| Arbitro: | Pierpaoli (Firenze) |

|                         |           |                                     |
| M. Artistico 50’ (rig.) | Marcatori | 4’, 66’ Foti 16’ Guzmán 73’ Tonucci |

| Arbitro: | De Marco (Chiavari) |

|                                   |           |                                 |
| Bruno 49’ Giampà 82’ Spezzani 86’ | Marcatori | 9’ Della Penna 48’ M. Artistico |

## Coppa Italia
| Arbitro: | Gallione (Alessandria) |

|                                                             |           |  |
| Calliari 1’ Pintori 3’, 36’ Salvi 39’ Lauria 41’ Dadson 61’ | Marcatori |  |

## Statistiche

### Statistiche di squadra
| Competizione | Punti | In casa | In casa | In casa | In casa | In casa | In casa | In trasferta | In trasferta | In trasferta | In trasferta | In trasferta | In trasferta | Totale | Totale | Totale | Totale | Totale | Totale | Diff. reti |
| Competizione | Punti | G       | V       | N       | P       | Gf      | Gs      | G            | V            | N            | P            | Gf           | Gs           | G      | V      | N      | P      | Gf     | Gs     | Diff. reti |
| ------------ | ----- | ------- | ------- | ------- | ------- | ------- | ------- | ------------ | ------------ | ------------ | ------------ | ------------ | ------------ | ------ | ------ | ------ | ------ | ------ | ------ | ---------- |
| Serie B      | 42    | 21      | 6       | 4       | 11      | 22      | 41      | 21           | 4            | 6            | 11           | 21           | 33           | 42     | 10     | 10     | 22     | 43     | 74     | -31        |
| Coppa Italia | -     | 0       | 0       | 0       | 0       | 0       | 0       | 1            | 0            | 0            | 1            | 0            | 6            | 1      | 0      | 0      | 1      | 0      | 6      | -6         |
| Totale       | 43    | 21      | 6       | 4       | 10      | 22      | 41      | 22           | 4            | 6            | 12           | 21           | 39           | 43     | 10     | 10     | 23     | 43     | 80     | -37        |

### Statistiche dei giocatori
| Giocatore      | Serie B  | Serie B | Serie B     | Serie B    | Coppa Italia | Coppa Italia | Coppa Italia | Coppa Italia | Totale   | Totale | Totale      | Totale     |
| Giocatore      | Presenze | Reti    | Ammonizioni | Espulsioni | Presenze     | Reti         | Ammonizioni  | Espulsioni   | Presenze | Reti   | Ammonizioni | Espulsioni |
| -------------- | -------- | ------- | ----------- | ---------- | ------------ | ------------ | ------------ | ------------ | -------- | ------ | ----------- | ---------- |
| M. Abbate      | 30       | 1       | 7           | 1          | -            | -            | -            | -            | 30       | 1      | 7           | 1          |
| M. Artistico   | 18       | 6       | 3           | -          | -            | -            | -            | -            | 18       | 6      | 3           | -          |
| L. Centi       | 4        | 1       | -           | -          | -            | -            | -            | -            | 4        | 1      | -           | -          |
| A. Cota        | 2        | -       | -           | -          | 1            | -            | -            | -            | 3        | -      | -           | -          |
| S. Palese      | -        | -       | -           | -          | 1            | -            | -            | -            | 1        | -      | -           | -          |
| D. Daino       | 19       | 3       | 3           | 1          | -            | -            | -            | -            | 19       | 3      | 3           | 1          |
| R. D'Aversa    | 14       | 1       | 4           | 1          | -            | -            | -            | -            | 14       | 1      | 4           | 1          |
| C. Della Penna | 8        | 1       | -           | -          | -            | -            | -            | -            | 8        | 1      | -           | -          |
| L. Depetris    | 7        | -       | 2           | -          | -            | -            | -            | -            | 7        | -      | 2           | -          |
| S. Di Carmine  | 34       | 2       | 3           | -          | -            | -            | -            | -            | 34       | 2      | 3           | -          |
| F. Di Gennaro  | 16       | 4       | 1           | -          | -            | -            | -            | -            | 16       | 4      | 1           | -          |
| I. Eliakwu     | 4        | -       | 1           | -          | -            | -            | -            | -            | 4        | -      | 1           | -          |
| A. Filkor      | 12       | -       | 2           | -          | -            | -            | -            | -            | 12       | -      | 2           | -          |
| L. Franchini   | 14       | -       | 1           | 2          | -            | -            | -            | -            | 14       | -      | 1           | 2          |
| A. Galeotti    | 7        | -       | 1           | -          | -            | -            | -            | -            | 7        | -      | 1           | -          |
| M. Garavano    | 10       | -14     | 2           | -          | -            | -            | -            | -            | 10       | -14    | 2           | -          |
| C. Ginestra    | 21       | 5       | 1           | -          | -            | -            | -            | -            | 21       | 5      | 1           | -          |
| A. Grandoni    | 30       | -       | 5           | 1          | -            | -            | -            | -            | 30       | -      | 5           | 1          |
| J. Koprivec    | 11       | -24     | 2           | -          | -            | -            | -            | -            | 11       | -24    | 2           | -          |
| F. Lazzari     | 13       | 1       | 3           | 1          | -            | -            | -            | -            | 13       | 1      | 3           | 1          |
| F. Leggiero    | 1        | -       | -           | -          | -            | -            | -            | -            | 1        | -      | -           | -          |
| M. Mancini     | 38       | 4       | 3           | -          | -            | -            | -            | -            | 38       | 4      | 3           | -          |
| D. Mandorlini  | 1        | -       | -           | -          | -            | -            | -            | -            | 1        | -      | -           | -          |
| P. Maritato    | 5        | -       | -           | 1          | -            | -            | -            | -            | 5        | -      | -           | 1          |
| A. Moro        | 10       | -       | 3           | -          | -            | -            | -            | -            | 10       | -      | 3           | -          |
| D. Mounard     | 31       | -       | 4           | -          | -            | -            | -            | -            | 31       | -      | 4           | -          |
| A. Musardo     | 1        | -       | -           | -          | 1            | -            | -            | -            | 2        | -      | -           | -          |
| A. Nico        | 1        | -       | -           | -          | 1            | -            | -            | -            | 2        | -      | -           | -          |
| L. Paez        | 7        | -       | -           | -          | -            | -            | -            | -            | 7        | -      | -           | -          |
| A. Pallante    | 17       | 1       | 7           | 1          | -            | -            | -            | -            | 17       | 1      | 7           | 1          |
| A. Pederzoli   | 35       | 2       | 10          | -          | -            | -            | -            | -            | 35       | 2      | 10          | -          |
| W. Pianu       | 4        | -       | -           | -          | -            | -            | -            | -            | 4        | -      | -           | -          |
| M. Scaglia     | 36       | 5       | 6           | -          | -            | -            | -            | -            | 36       | 5      | 6           | -          |
| C. Sciarrone   | 22       | -36     | 2           | -          | -            | -            | -            | -            | 22       | -36    | 2           | -          |
| M. Selvaggio   | 2        | -       | -           | -          | 1            | -            | -            | -            | 3        | -      | -           | -          |
| V. Smit        | 4        | -       | -           | -          | -            | -            | -            | -            | 4        | -      | -           | -          |
| C. Sosa        | 34       | 3       | 6           | -          | -            | -            | -            | -            | 34       | 3      | 6           | -          |
| M. Tagliani    | 17       | -       | 3           | 2          | -            | -            | -            | -            | 17       | -      | 3           | 2          |
| M. Tarantino   | 3        | -       | -           | -          | 1            | -            | -            | -            | 4        | -      | -           | -          |
| M. Taurino     | 4        | -       | 1           | -          | 1            | -            | -            | -            | 5        | -      | 1           | -          |
| A. Viana       | 30       | 1       | 4           | -          | -            | -            | -            | -            | 30       | 1      | 4           | -          |
| R. Volpato     | 9        | 2       | 2           | -          | -            | -            | -            | -            | 9        | 2      | 2           | -          |